# Tenkasi
Tenkasi es una ciudad y municipio situada en el distrito de Tenkasi en el estado de Tamil Nadu (India). Su población es de 70545 habitantes (2011). Se encuentra a 53 km de Tirunelveli y a 625 km de Chennai. Es el centro administrativo del distrito.

## Demografía
Según el censo de 2011 la población de Tenkasi era de 70545 habitantes, de los cuales 34920 eran hombres y 35625 eran mujeres. Tenkasi tiene una tasa media de alfabetización del 87,71%, superior a la media estatal del 80,09%: la alfabetización masculina es del 93,04%, y la alfabetización femenina del 82,52%.